# Just Like a Woman (film fra 1923)
Just Like a Woman er en amerikansk stumfilm fra 1923 af Scott R. Beal og Hugh McClung.

## Medvirkende
- Marguerite De La Motte som Peggy Dean
- George Fawcett
- Ralph Graves som James Landon
- Jane Keckley som Abigail
- Julia Calhoun som Salina
- J. Frank Glendon